# Dorfkirche Wentdorf

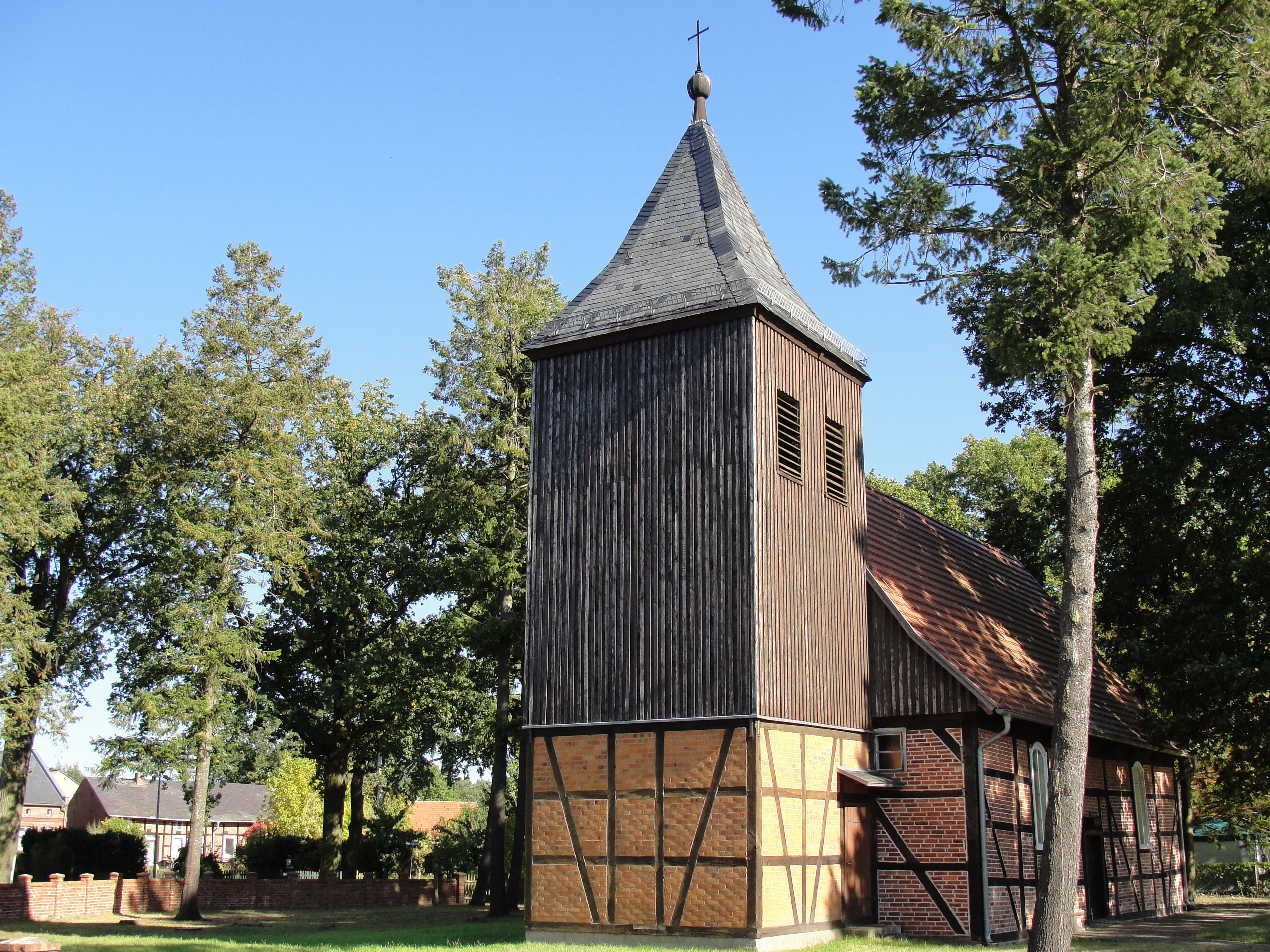
Dorfkirche in Wentdorf

Die evangelische Dorfkirche Wentdorf ist eine Saalkirche in Wentdorf, einem bewohnten Gemeindeteil der Gemeinde Cumlosen im brandenburgischen Landkreis Prignitz. Die Kirchengemeinde gehört dem Pfarrsprengel Wittenberge-Land im Kirchenkreis Prignitz der Evangelischen Kirche Berlin-Brandenburg-schlesische Oberlausitz an. Das Gebäude steht unter Denkmalschutz.

## Baubeschreibung
Es handelt sich um eine kleine, rechteckige Fachwerkkirche, die laut Inschrift am Türbalken im Jahr 1663 vom Zimmermeister Kruse erbaut wurde. Der Ostgiebel des Gebäudes ist mit Zierfachwerk versehen, welches Fächerrosetten enthält, die jedoch durch Verbretterung in der Giebelspitze verdeckt sind. Das Kranzgesims zeigt sich mit sichtbaren Balkenköpfen. Die Schwelle und Füllhölzer sind profiliert. Der schlichte Westturm wurde nach Zerstörung durch einen Blitzeinschlag in den 1950er-Jahren wiederaufgebaut. 
Das Innere der Kirche überspannt eine Balkendecke, die auf hölzernen Mittelpfosten ruht. Auf der Westseite befindet sich eine Empore. Das Altarretabel enthält ein säulenflankiertes Abendmahlsgemälde, auf dessen Rückseite sich die Inschrift eines M. Baltasar Sengespeick aus Seehausen aus dem Jahr 1682 befindet. Die ausladenden gesägten Wangen und der gesprengte Giebel enthalten Gemäldemedaillons mit Darstellungen des Ölbergs, Jonas und der Auferstehung. Die polygonale Kanzel stammt aus derselben Zeit und ist mit Gemälden der Evangelisten versehen. Ein Teil des Kirchengestühls stammt aus dem 17. Jahrhundert.